# Roberto Saviano

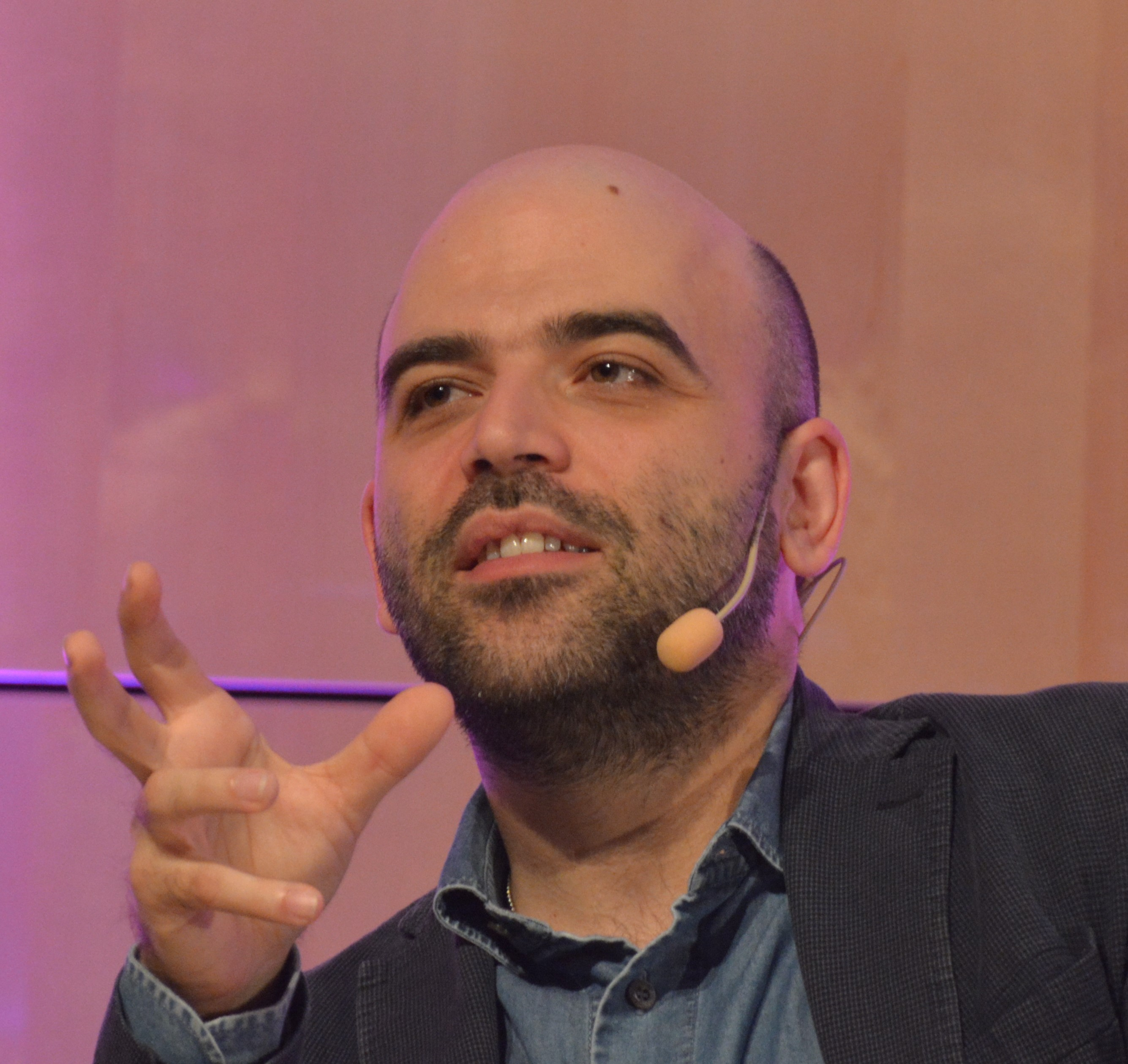
Roberto Saviano på Bokmässan i Göteborg 2017

Roberto Saviano, född 22 september 1979 i Neapel, är en italiensk författare och journalist. Han är mest känd för att i artiklar och genom att 2006 ge ut boken Gomorra ha avslöjat den maffialiknande organisationen Camorra för en bredare läsekrets.
Gomorra blev en bästsäljare, har översatts till mer än 40 språk och gav upphov till en film, som hade premiär 2008. 
Saviano lever sedan boken gavs ut under ständigt dödshot från maffian och har livvaktsskydd.
År 2011 tilldelades han Olof Palmepriset tillsammans med Lydia Cacho.